# Skoglar Toste
Skoglar Toste, o Skoglar Tosti (909 – 975), è stato un signore della guerra della provincia svedese del Götaland occidentale.
Secondo Snorri Sturluson, era padre di Sigrid la Superba (un altro figlio fu il jarl Ulf Tostesson). Dette asilo per un certo periodo ad Harald Grenske, che in seguito tornò per corteggiare Sigrid, che lo uccise per la sua insistenza. Toste viene menzionato in diverse saghe nordiche come l'Heimskringla. Sarebbe stato il primo a chiedere il danegeld in Inghilterra nel 970. Suo nipote Stenkil diventerà re di Svezia nel 1060.